# وادي الجوة
وادي الجوة (بضم الجيم وفتح الواو المشددة) هو واد صغير في تهامة بلاد بلقرن تسيل مياهه من جبال الجوة حتى ترفد وادي نخال وعليه عدد من القرى لنخال من بلقرن.